# Campionat d'Europa de Futbol sub-21 de la UEFA 2006
El Campionat d'Europa de Futbol sub-21 2006 va començar a l'agost de 2004. El 15 de desembre de 2005, Portugal va ser escollida com a amfitriona per a la fase final de la competició, que va tenir lloc des del 23 de maig fins al 4 de juny de 2006.
La selecció dels Països Baixos va guanyar a la d'Ucraïna per 3-0 a la final i va guanyar el campionat per primera vegada.
A la fase final del torneig hi ha dos grups de 4 seleccions, on els primers i els segons de cada grup passen a semifinals.
El sorteig per la fase final va tenir lloc el 8 de febrer de 2006.

## Classificació
Vegeu Campionat d'Europa de Futbol sub-21 de la UEFA 2006 (Classificació)

## Seus
- Estádio Municipal de Águeda, Águeda
- Estádio Municipal de Aveiro, Aveiro
- Estádio Cidade de Barcelos, Barcelos
- Estádio Municipal de Braga, Braga
- Estádio D. Afonso Henriques, Guimarães
- Estádio do Bessa, Porto

## Seleccions
Vegeu Campionat d'Europa de Futbol sub-21 de la UEFA 2006 (Seleccions) per a la llista completa de seleccions.
Els jugadors nascuts després de l'1 de gener 1983 van poder jugar.

## Fase final

### Grup A
| Grup A | Grup A              | J | G | E | P | GF | GC | Pts |
| ------ | ------------------- | - | - | - | - | -- | -- | --- |
| 1      | França              | 3 | 3 | 0 | 0 | 6  | 0  | 9   |
| 2      | Sèrbia i Montenegro | 3 | 1 | 0 | 2 | 2  | 3  | 3   |
| 3      | Alemanya            | 3 | 1 | 0 | 2 | 1  | 4  | 3   |
| 4      | Portugal            | 3 | 1 | 0 | 2 | 1  | 3  | 3   |

| 23 de maig 2006 Dimarts  | Portugal                                           | 0-1 detalls | França Vale pp 41'                                | Braga     |
| 23 de maig 2006 Dimarts  | Sèrbia i Montenegro                                | 0-1 detalls | Alemanya Polanski 61'                             | Barcelos  |
| 25 de maig 2006 Dijous   | Portugal                                           | 0-2 detalls | Sèrbia i Montenegro Zé Castro pp 17' Ivanović 65' | Barcelos  |
| 25 de maig 2006 Dijous   | França Sinama-Pongolle 45' Gouffran 71' Mavuba 75' | 3-0 detalls | Alemanya                                          | Guimarães |
| 28 de maig 2006 Diumenge | Alemanya                                           | 0-1 detalls | Portugal Moutinho 90+4'                           | Guimarães |
| 28 de maig 2006 Diumenge | França Bergougnoux 33' Toulalan 54'                | 2-0 detalls | Sèrbia i Montenegro                               | Braga     |

### Grup B
| Grup B | Grup B        | J | G | E | P | GF | GC | Pts |
| ------ | ------------- | - | - | - | - | -- | -- | --- |
| 1      | Ucraïna       | 3 | 2 | 0 | 1 | 4  | 3  | 6   |
| 2      | Països Baixos | 3 | 1 | 1 | 1 | 3  | 3  | 4   |
| 3      | Itàlia        | 3 | 1 | 1 | 1 | 4  | 4  | 4   |
| 4      | Dinamarca     | 3 | 0 | 2 | 1 | 5  | 6  | 2   |

| 24 de maig 2006 Dimecres  | Itàlia Potenza 16' Palladino 61' Bianchi 90' | 3-3 detalls | Dinamarca Würtz 21' Kahlenberg 33' Andreasen 41 | Aveiro |
| 24 de maig 2006 Dimecres  | Ucraïna Milevski 39' pen Fomin 51'           | 2-1 detalls | Països Baixos Luirink 90+2'                     | Águeda |
| 26 de maig 2006 Divendres | Itàlia Chiellini 90+3'                       | 1-0 detalls | Ucraïna                                         | Águeda |
| 26 de maig 2006 Divendres | Dinamarca Kahlenberg 48'                     | 1-1 detalls | Països Baixos Huntelaar 38'                     | Aveiro |
| 29 de maig 2006 Dilluns   | Països Baixos de Ridder 73'                  | 1-0 detalls | Itàlia                                          | Aveiro |
| 29 de maig 2006 Dilluns   | Dinamarca Kahlenberg 43'                     | 1-2 detalls | Ucraïna Fomin 31' Milevski 84'                  | Águeda |

### Semifinals
| 1 de juny 2006 Dijous | A1:França Faubert 51' Bergougnoux 85' | 2-3 detalls              | B2:Països Baixos Hofs 6' Huntelaar 38' Hofs 107' | Braga  |
| 1 de juny 2006 Dijous | B1:Ucraïna                            | 0-0 aet 5-4 pens detalls | A2:Serbia & Montenegro                           | Aveiro |

### Final
| 4 de juny 2006 Dijous | Països Baixos Huntelaar 11', 43' pen Hofs 90' | 3-0 detalls | Ucraïna | Porto |

## Resultat
| Guanyadors del Campionat d'Europa de Futbol sub-21 de la UEFA 2006 · Països Baixos · 1r Títol |

## Millors jugadors
| Golejadors \| Nom \| País \| Partits \| Gols \| \| ----------------------- \| ---- \| ------- \| ---- \| \| Klaas Jan Huntelaar \| \| 5 \| 4 \| \| Thomas Kahlenberg \| \| 3 \| 3 \| \| Nicky Hofs \| \| 5 \| 3 \| \| Artem Milevski \| \| 5 \| 2 \| \| Ruslan Fomin \| \| 5 \| 2 \| \| Bryan Bergougnoux \| \| 4 \| 2 \| \| Jérémy Toulalan \| \| 4 \| 1 \| \| Rio Antonio Mavuba \| \| 4 \| 1 \| \| Yohan Gouffran \| \| 4 \| 1 \| \| Julien Faubert \| \| 4 \| 1 \| \| Eugen Polanski \| \| 3 \| 1 \| \| Rolando Bianchi \| \| 3 \| 1 \| \| Giorgio Chiellini \| \| 3 \| 1 \| \| Raffaele Palladino \| \| 3 \| 1 \| \| Alessandro Potenza \| \| 3 \| 1 \| \| Florent Sinama-Pongolle \| \| 4 \| 1 \| \| Rasmus Würtz \| \| 3 \| 1 \| \| Leon Andreasen \| \| 3 \| 1 \| \| Daniël de Ridder \| \| 5 \| 1 \| \| Gijs Luirink \| \| 5 \| 1 \| \| João Moutinho \| \| 3 \| 1 \| \| Branislav Ivanović \| \| 4 \| 1 \| | Equip del Torneig segons la UEFA Mandanda Chygrynskiy Stepanov Emanuelson Tiendalli Kahlenberg Mavuba Aissati Toulalan Milevski Huntelaar |         |      |
| Nom | País | Partits | Gols |
| Klaas Jan Huntelaar | | 5       | 4    |
| Thomas Kahlenberg | | 3       | 3    |
| Nicky Hofs | | 5       | 3    |
| Artem Milevski | | 5       | 2    |
| Ruslan Fomin | | 5       | 2    |
| Bryan Bergougnoux | | 4       | 2    |
| Jérémy Toulalan | | 4       | 1    |
| Rio Antonio Mavuba | | 4       | 1    |
| Yohan Gouffran | | 4       | 1    |
| Julien Faubert | | 4       | 1    |
| Eugen Polanski | | 3       | 1    |
| Rolando Bianchi | | 3       | 1    |
| Giorgio Chiellini | | 3       | 1    |
| Raffaele Palladino | | 3       | 1    |
| Alessandro Potenza | | 3       | 1    |
| Florent Sinama-Pongolle | | 4       | 1    |
| Rasmus Würtz | | 3       | 1    |
| Leon Andreasen | | 3       | 1    |
| Daniël de Ridder | | 5       | 1    |
| Gijs Luirink | | 5       | 1    |
| João Moutinho | | 3       | 1    |
| Branislav Ivanović | | 4       | 1    |